# Graignes
Graignes is een voormalige gemeente in het Franse departement Manche in de regio Normandië en telde 713 inwoners (2005). De plaats maakt deel uit van het arrondissement Saint-Lô. Op 28 februari 2007 fuseerde Graignes met de gemeente Le Mesnil-Angot tot Graignes-Mesnil-Angot.